# José Vila
José Duarte M. Silva (Mexilhoeira Grande, 12 de fevereiro de 1944 - 29 de março de 2021) conhecido como José Vila, foi um conceituado cozinheiro algarvio e pintor. 

## Biografia
José Vila nasceu no concelho de Portimão, na freguesia da Mexilhoeira Grande, no dia 12 de Fevereiro de 1944, vindo a morrer com 77 anos, na mesma localidade em 2021. 
Desde muito cedo despertou para a arte. A poesia e a pintura foram duas áreas que lhe eram particularmente caras, sobretudo a pintura, cujos trabalhos foram expostos pela primeira vez com a idade de 17 anos, no antigo casino da Praia da Rocha. 
Frequentou o Curso de Pintura e Desenho do ARCO e o Curso de Mosaico e História de Arte do IADE.
Ao longo da sua vida participou em exposições coletivas e individuais em Lagos, Portimão, Lisboa, Cascais, Porto, Bienal da Festa do Avante, Barcelos, Vila Verde de Ficalho, Pombal e Aveiro. Na gastronomia fez vários eventos, em diversos restaurantes, nomeadamente no Restaurante Vírgula, D. Tonho, Hotel Albatroz.

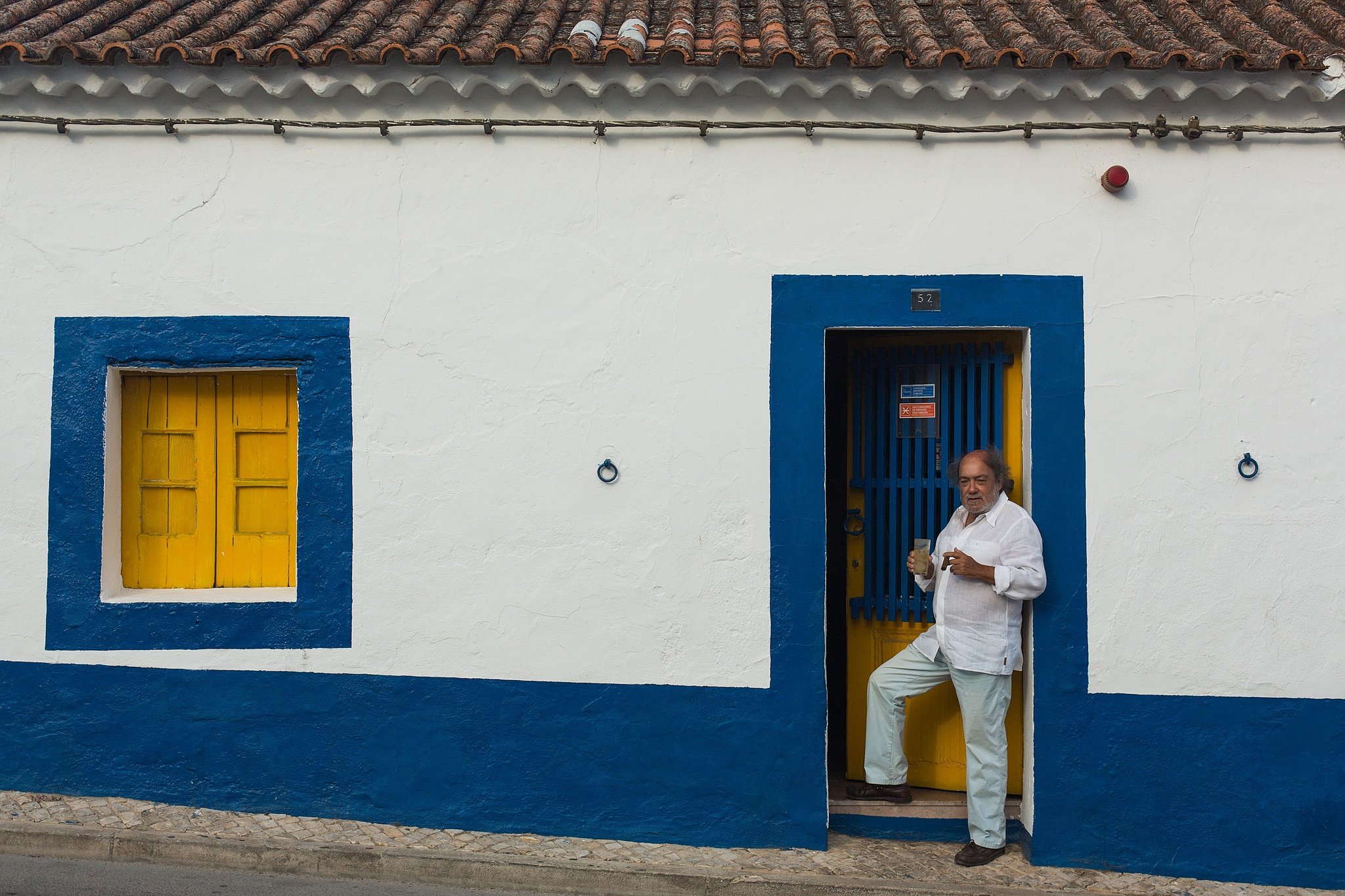
Na Mexilhoeira Grande, à porta da Adega.

Fundou em 1981, com o seu sócio José Lisa, o restaurante Adega Vila Lisa, alvo de múltiplas publicações na impressa portuguesa. Por ele passaram várias figuras da cultura e politica portuguesa, nomeadamente António-Pedro Vasconcelos, Carlos do Carmo, Mário Soares, Miguel Esteves Cardoso, Miguel Sousa Tavares e Zita Seabra; e também os actores norte-americanos como James Gandolfini e Robert De Niro. 
Residiu cerca de 20 anos em Sintra, mas a paixão pelo Algarve, pelas suas coisas simples e autênticas, fê-lo regressar à terra das suas origens, apostando na divulgação da sua arte e da gastronomia algarvia, que culminou, em 2001, com a edição de um livro de sua autoria intitulado Coisas da Terra e do Mar - Sabores da Cozinha Algarvia.

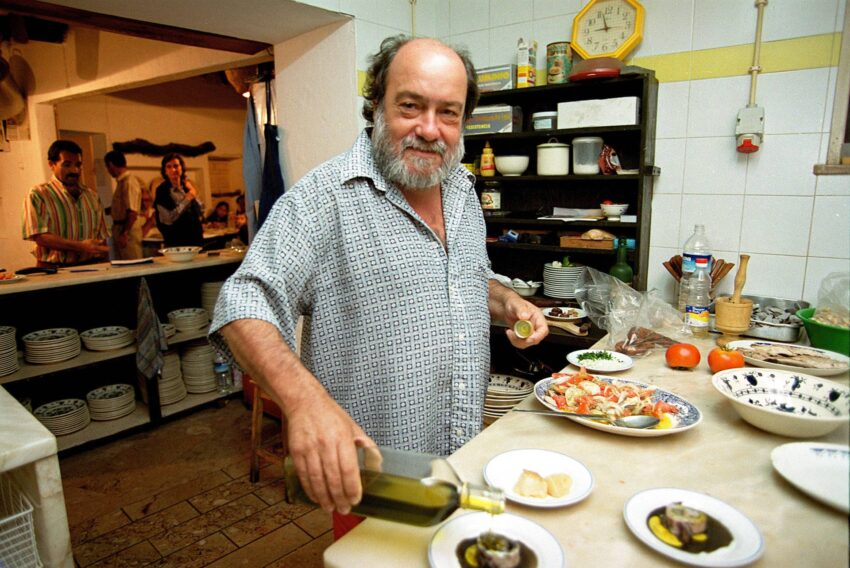
José Vila a cozinhar na Mexilhoeira Grande

## Homenagem e reconhecimento
Ainda na gastronomia recebeu uma  Medalha de Mérito Municipal da Câmara Municipal de Portimão e da Câmara Municipal de Lisboa. 
Em 1 de Novembro de 2024, em homenagem da Câmara Municipal de Portimão e da freguesia da Mexilhoeira Grande, foi inaugurada uma estátua da autoria do artista Leonel Moura, no largo em frente da sua Adega Vila Lisa.

## Exposições
Enquanto pintor, expôs o seu trabalho, de forma permanente no seu restaurante Adega Vila Lisa, e em vários locais e localidades portuguesas, entre elas: 
- 1962 - Antigo Casino da Praia da Rocha, Portimão

- 1976 - Galeria Mercado dos Escravos, Lagos

- 1980 - 30 Anos de Pintura, Antigo Mercado Municipal de Portimão
- 1985 - Hotel Albatroz, Cascais
- 1991 - Portarte, Portimão
- 1992 - Câmara Municipal de Lagos
- 1995 - Centro Cultural de Lagos
- 1999 - XI Bienal da Festa do Avante
- 199 -  Exposição Coletiva, no âmbito da Comemoração do 25º Aniversário do 25 de Abril, Lisboa
- 2001 - Restaurante D. Tonho - Porto
- 2001 - Exposição Coletiva, na Casa Museu Manuel Teixeira Gomes, Portimão
- 2001 -  XIII Bienal da Festa do Avante, Seixal
- 2002 - Livraria Ler Devagar, Lisboa
- 2003 - XIV Bienal da Festa do Avante, Seixal
- 2004 - Restaurante Vírgula, Lisboa
- 2005 - Galeria Municipal de Barcelos
- 2006 - Galeria de Arte, Vila Verde de Ficalho
- 2007 - Galeria do Teatro Cine, Pombal
- 2008 - Arte em Espaço Rural - Ruralidades, exposição Coletiva, Portimão
- 2009 - Aveiroarte - Aveiro
- 2009 - Espaço + Aljezur
- 2010 - Clube dos Jornalistas, Lisboa;
- 2010 - Teatro Municipal de Portimão (Tempo). Editado Catálogo